# Golub-Dobrzyń (gmina wiejska)
Golub-Dobrzyń – gmina wiejska w Polsce położona w województwie kujawsko-pomorskim, w powiecie golubsko-dobrzyńskim. W latach 1975–1998 gmina administracyjnie należała do województwa toruńskiego.
Siedzibą gminy jest Golub-Dobrzyń.
Według danych z 30 czerwca 2004 gminę zamieszkiwały 8062 osoby.

## Struktura powierzchni
Według danych z roku 2005 gmina Golub-Dobrzyń ma obszar 197,45 km², w tym:
- użytki rolne: 61%
- użytki leśne: 32%

Gmina stanowi 32,21% powierzchni powiatu.

## Demografia

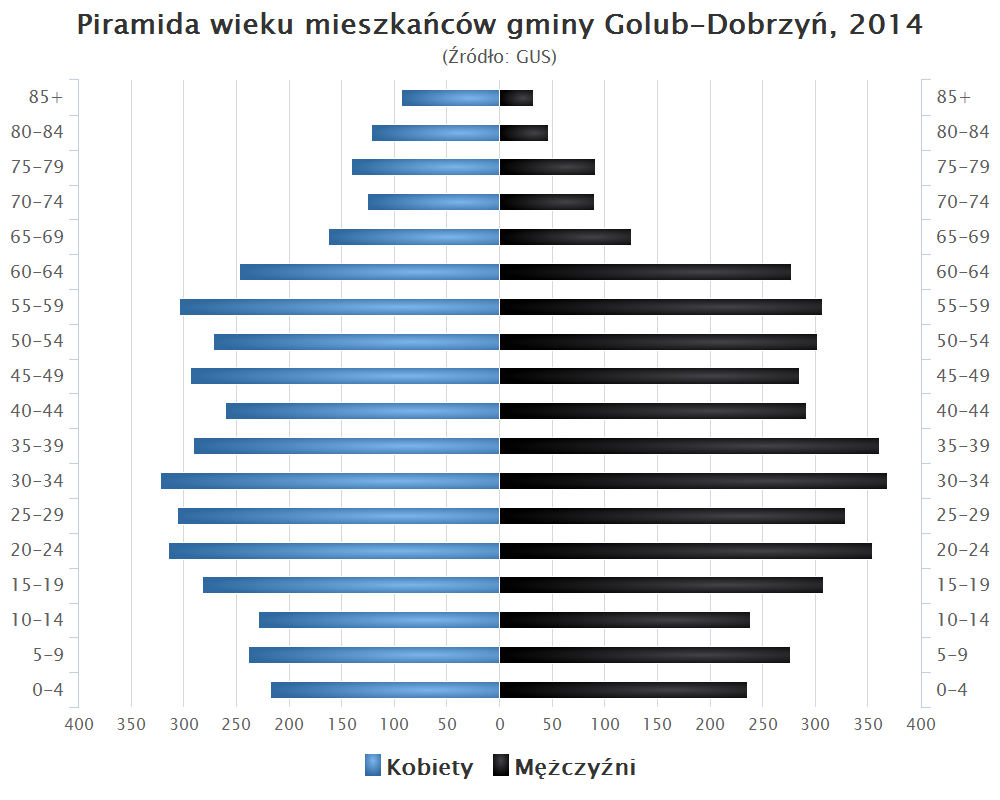
Piramida wieku mieszkańców gminy Golub-Dobrzyń w 2014 roku

Dane z 30 czerwca 2004:
| Opis                              | Ogółem | Ogółem | Kobiety | Kobiety | Mężczyźni | Mężczyźni |
| --------------------------------- | ------ | ------ | ------- | ------- | --------- | --------- |
| jednostka                         | osób   | %      | osób    | %       | osób      | %         |
| populacja                         | 8062   | 100    | 3983    | 49,4    | 4079      | 50,6      |
| gęstość zaludnienia (mieszk./km²) | 40,8   | 40,8   | 20,2    | 20,2    | 20,7      | 20,7      |

## Zabytki
Wykaz zarejestrowanych zabytków nieruchomych na terenie gminy:
- park dworski z przełomu XVIII/XIX w. w Gajewie, nr 445 z 08.10.1984 roku
- park dworski z przełomu XVIII/XIX w. w Gałczewku, nr 443 z 08.10.1984 roku
- park dworski z drugiej połowy XIX w. w Karczewie, nr 446 z 22.11.1984 roku
- park dworski z XVIII w. w Ostrowitem, nr 449 z 22.11.1984 roku
- kościół parafii pod wezwaniem św. Marii Magdaleny z końca XVI w. w Ostrowitem, nr A/352 z 13.07.1936 roku
- zespół kościelny w Ostrowitem, obejmujący: kościół ewangelicki, obecnie nieużywany z lat 1907-08i pastorówkę, nr A/1590/1-2 z 01.06.2011 roku
- dom szachulcowy z 1902 roku, przeniesiony z Torunia w 2007 w miejscowości Podzamek Golubski, nr A/1358 z 18.11.1992 roku
- park dworski z drugiej połowy XIX w. w Pustej Dąbrówce, nr 448 z 22.11.1984 roku
- park dworski z końca XIX w. w miejscowości Słuchaj, nr A/623 z 22.11.1984 roku
- zespół dworski w Sokołowie, obejmujący: dwór (pałac) z drugiej połowz XIX w. (nr 501 z 15.02.1985), park z przełomu XVIII/XIX w. (455 z 26.11.1984)
- kościół parafii pod wezwaniem św. Marcina z przełomu XIII/XIV w. we Wrockach, nr A/393 z 17.10.1929 roku.

## Sołectwa
Białkowo, Cieszyny, Gajewo, Gałczewko, Karczewo, Kujawa, Lisewo, Macikowo, Nowawieś, Nowogród, Olszówka, Ostrowite, Paliwodzizna, Pląchoty, Podzamek Golubski, Pusta Dąbrówka, Skępsk, Sokoligóra, Sokołowo, Węgiersk, Wrocki.

## Miejscowości bez statusu sołectwa
Antoniewo, Babiak, Baraniec, Bobrowisko, Gałczewo, Hamer, Handlowy Młyn, Józefat, Kamienny Smug, Kolonia Lipnica, Konstancjewo, Krążno, Lisak, Lisewo-Młyn, Mokrylas, Mokry Las (osada), Nowy Młyn, Owieczkowo, Pasieka, Piekiełko, Poćwiardowo, Praczka, Przeszkoda, Ruziec, Sadykierz, Słuchaj, Sokołowskie Rumunki, Sortyka, Suwała, Tokary, Tokary (osada leśna), Zaręba, Zawada.

## Sąsiednie gminy
Bobrowo, Ciechocin, Dębowa Łąka, Golub-Dobrzyń (miasto), Kowalewo Pomorskie, Radomin, Wąpielsk, Zbójno